# كوريفاوات
كوريفاوات (الاسم العلمي: Coryphoideae) هي أسرة نباتية تتبع فصيلة الفوفلية من رتبة الفوفليات.

## قبائل
- الكوريفاوية
- النخلاوية (الاسم العلمي: Phoeniceae) تضم جنس وحيد هو النخل
- البوراساوية
- السبالاوية
- القريوطاوية
- خشناوية الثمار
- الليفستوناوية
- (الاسم العلمي: Chuniophoeniceae)
- (الاسم العلمي: Cryosophileae)

## أجناس
- الكوريفا (الاسم العلمي: Corypha) وهو الجنس النموذجي لهذه الأسرة
- اللودواسيا